# 巴瑟斯特 (新南威尔士州)
巴瑟斯特（Bathurst）是澳大利亚新南威尔士州的一座城市，位于悉尼以西约200公里；2011年人口33,110。该城是澳大利亚历史最悠久的内陆城市，也是当地的一个區域中心，市内有著名的巴瑟斯特全景山賽道。

## 华裔歷史
按学者郭思恩博士研究，十九世纪末在此定居的华人男农喜种烟草菜蔬，成就不菲，又带来引水灌溉技术，利及行业未来。他们有不少娶了他族者为妻。华裔人曾受体制内外，虚实种族歧视，部分只好改名换姓避之则吉。中华移民的土生后代，有的参军，代表澳洲而战，有的创立了巴瑟斯特澳洲华人共济会。
Howick Street周围曾是唐人街，人们爱在此赌博和抽鸦片，每每引来官府扫荡……历经岁月磨洗，这里只余下零碎且沧桑之房屋遗迹见证之。Bathurst General Cemetery有些华人坟墓。Bathurst Goldfields有博物馆和文物，展示华人参与淘金之过去。